# Lomographa insulata
Lomographa insulata är en fjärilsart som beskrevs av Warren. Lomographa insulata ingår i släktet Lomographa och familjen mätare. Inga underarter finns listade i Catalogue of Life.